# Martin Verges
Martin Verges  (* 1965 in Dresden) ist ein deutscher Theaterregisseur und Autor.

## Leben
Martin Verges wuchs in Eisenach auf und besuchte dort den altsprachlichen Zweig der Ernst-Abbe-Oberschule. Nach dem Abitur 1983 und dem NVA-Wehrdienst studierte er ab 1986 an der Musikhochschule in Leipzig Gesang. 1988 wechselte er nach Berlin und studierte Opernregie an der Berliner Musikhochschule bei Ruth Berghaus und Peter Konwitschny. Dieses Studium schloss er 1994 mit dem Diplom als Regisseur für Musiktheater ab. Seitdem arbeitet Martin Verges als freier Regisseur und Autor in Berlin.
Verges ist vielen Freunden und Sammlern der deutschen Comic-Serie MOSAIK bekannt, da er Bühnenstücke über die Digedags und Ritter Runkel schrieb und zur Aufführung brachte. Verges hat von Johannes Hegenbarth alias Hannes Hegen, dem „Vater“ der Digedags, das exklusive Recht, diese Abenteuer auf Theaterbühnen zu bringen.
Im Jahr 2005 schrieb Verges das Musical Mädchen aus Ost-Berlin über Udo Lindenberg. Um es auf die Bühne bringen zu können, bat Verges Lindenberg um Zustimmung. Nach anfangs hoffnungsvollem Kontakt zwischen beiden kam Lindenbergs Veto. Dagegen kam 2011 – auf Initiative von Udo Lindenberg – das Stück Hinterm Horizont von Thomas Brussig auf die Bühne. Nach Meinung von Autor Verges enthält Hinterm Horizont wesentliche dramaturgische Übernahmen aus seinem Stück, die Verges' Rechte als Urheber betreffen. Verges hat daraufhin Klage erhoben. In erster Instanz entschied das Landgericht Berlin gegen den Kläger; ebenso das Kammergericht Berlin in zweiter Instanz.
Verges lebt in Berlin.

## Werke und Inszenierungen
Eigene Werke und Inszenierungen
Martin Verges inszenierte bislang folgende eigenen Bühnenstücke (Stand: Sommer 2013), viele davon an mehreren Bühnen:
- Der große Zauberer Musikus. Eine kleine Kantate als Vorspiel zu Peter und der Wolf von Sergej Prokofjew, Musik: Thomas Heyn, Verlag: Verlag Neue Musik, Berlin. Uraufführung (UA): 25. November 1995 am Nordharzer Städtebundtheater Halberstadt. Weitere Aufführungen: Freilichtbühne Altenbrak, Parkbühne Biesdorf in Berlin, Freizeitforum Marzahn in Berlin, Freilichtbühne Weißensee in Berlin, FEZ Wuhlheide in Berlin in Berlin[4][5]
- Des Heinrichs neue Kleider. Eine „Stegreif-Oper“ in zwei Bildern. Musik: traditionell. UA: 13. Juli 2000, zur Eröffnung des Vorpommerschen Künstlerhauses in Heinrichsruh
- Ritter Runkel und die Digedags. Ein Spektakel mit Musik nach dem MOSAIK von Hannes Hegen. Musik: Thomas Heyn. Verlag: WhaleSongs, Hamburg, dann Hartmann & Stauffacher, Köln. UA: 31. März 2001, FEZ Wuhlheide für die Landesmusikakademie Berlin. Weitere Aufführungen: Schloßtheater Rheinsberg (2001), Musikschule Leipzig-Land in Borna (2002), Bergtheater Thale (2003), Inszenierung: Anna Siegmund-Schultze; Freilichtbühne Weißensee in Berlin (2005)[6][7][8]
- Laß Dir bloß die Nase ändern. Ein Otto-Reutter-Abend. Musik: Otto Reutter, Einrichtung: Karsten Wolf. Verlag: WhaleSongs, Hamburg, dann Hartmann & Stauffacher, Köln. Ausgezeichnet mit dem „Cabinet-Preis“ des Jahres 2002 in der Kategorie „Kabarett“. UA: 17. März 2002,  Kabarett „Die Pfeffermühle“ Leipzig. Weitere Aufführungen:  Leipziger Pfeffermühle, Kabarett „academixer“, Kabarett „Die Distel“ Berlin, Theater Karlshorst, Kabarett-Theater „Leipziger Funzel“, Volkstheater Frankfurt/Main, Stadthalle Delbrück, Stadtkulturhaus Borna, Bürgersaal Naunhof, KOMM-Haus Leipzig, Kabarett „Die Kiebitzensteiner“ Halle, Schlosstheater Ballenstedt, Kleinkunstbühne Q24 Pirna, Theater Putbus, Riverboat-Bühne Leipzig, Burghofspiele Eltville, Theater Freiburg, Marienkirche Dessau, Frosch-Café Leipzig, Kabarett „Obelisk“ Potsdam, Kuckucks-Kabarett Forst, Volkstheater Rostock, Goslarer Kleinkunsttage 2004, 2. Kleines Reutter-Fest Gardelegen, Jagdhaus Kössern, Theater Görlitz, Lachmesse Leipzig, Baderscheune Eilenburg, Kunstwandelhalle Bad Elster, Seepark-Varieté Freiburg 2006, Kurtheater Bad Pyrmont.[9][10][11]
- Feuerring. Ein pyro-sakrales Machtdiagramm unter Verwendung von Motiven aus Der Ring des Nibelungen von Richard Wagner. Musik: Walter Thomas Heyn / Reinmar Henschke. UA: 4. Juli 2002, Wasserspeicher Prenzlauer Berg in Berlin.[12]
- www.boehlen.de – Eine futuristische Stadtchronik. Musik: Kai Ziegenrücker. UA: 9. Juni 2003, Kulturpalast Böhlen, anlässlich der 650-Jahr-Feier der Stadt Böhlen.
- Die sieben Todsünden – Ein multimediales Opernprojekt. Musik: Reinmar Henschke. UA: 20. Juni 2003, Wasserspeicher Prenzlauer Berg in Berlin[13]
- Ritter Runkels große Stunde – Ein Musical nach dem Mosaik von Hannes Hegen. Musik: Karsten Wolf, Verlag: WhaleSongs, Hamburg, dann Hartmann & Stauffacher, Köln. UA: 3. Juli 2003, Deutsch-Sorbisches Volkstheater Bautzen, Inszenierung: Lutz Hillmann (dort bislang 36.000 Zuschauer). Weitere Aufführungen: Neue Bühne Senftenberg, Inszenierung: Sewan Latchinian; Uckermärkische Bühnen Schwedt, Inszenierung: Karlheinz Liefers, Musik: Arnold Fritzsch, Eduard-von-Winterstein-Theater Annaberg-Buchholz, Inszenierung: Lutz Gotter; Theater Plauen-Zwickau, Inszenierung: Stefan Wolfram. Bislang insgesamt ca. 65.000 Zuschauer.[14][15][16][17][18][19][20][21][22]
- Ariadne – Ein Opernprojekt. Musik: Reinmar Henschke. UA: 9. Juli 2004, Wasserspeicher Prenzlauer Berg in Berlin.[23]
- Ritter Runkel und die Digedags in Venedig – Bühnenstück nach dem MOSAIK von Hannes Hegen. Musik: Arnold Fritzsch. Verlag: WhaleSongs, Hamburg, dann Hartmann & Stauffacher, Köln. UA: 2. Juni 2005, Uckermärkische Bühnen Schwedt, Inszenierung: Gösta Knothe[24][25][26]
- Das Auf und Ab im Leben – Die Fortsetzung des Einakters Die Magd als Herrin von Pergolesi. Musik: Thomas Heyn. UA: 26. September 2008 im Schloss Britz in Berlin.[27]
- Oranienburg. Das Eröffnungsstück der Landesgartenschau 2009 des Landes Brandenburg. Musik: Händel, Mozart u. a. UA: 24. April 2009 vor dem Schloss Oranienburg.[28]
- Hofgärtnerfest. Fünf Szenen über die Kurfürstin Louise-Henriette von Oranien. Musik: Mozart, Bach, Weber u. a. UA: 1. Mai 2010, im Schlosspark Oranienburg
- Das Wettrennen auf dem Mississippi – nach dem MOSAIK von Hannes Hegen. Musik: traditionell. Verlag: WhaleSongs, Hamburg, dann Hartmann & Stauffacher, Köln. UA: 25. Juni 2011 im Kulturpalast Böhlen durch die Musikschule Leipzig-Land[29][30]

Inszenierungen von Stücken anderer Autoren
- Kassander oder Das sprechende Bildnis von André-Ernest-Modeste Grétry, Oper, Schlosstheater Rheinsberg, Premiere: April 2001; Wiederaufnahme 2002[31]
- Die sieben Todsünden, Opernprojekt, 2003[32]